# Tero Saarinen

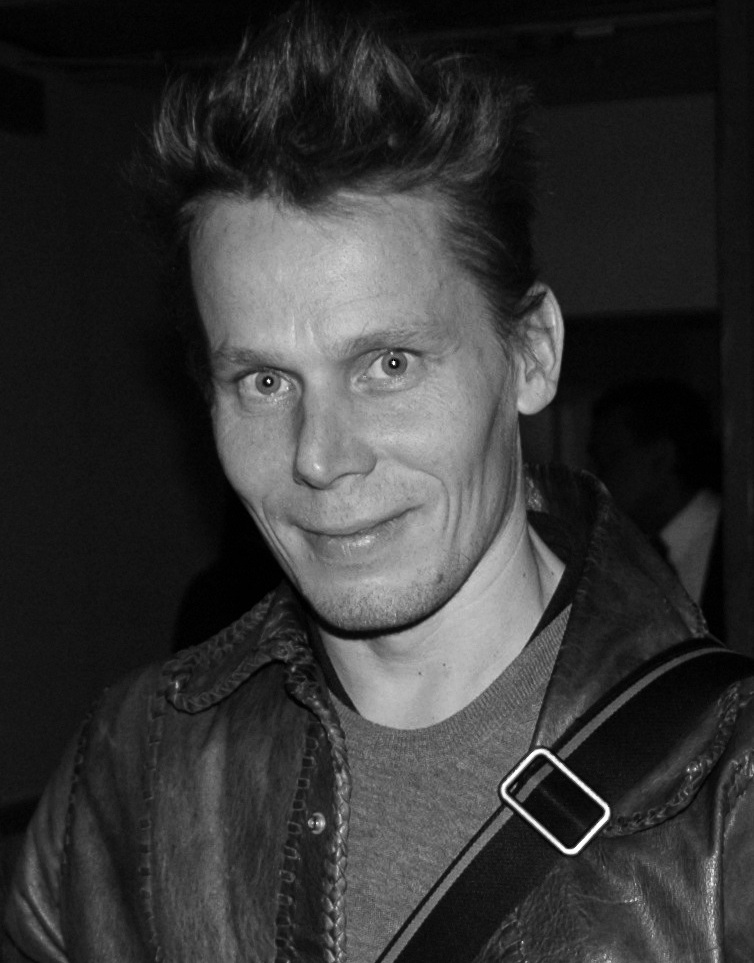
Tero Saarinen.

Tero Kalevi Saarinen, född 7 september 1964 i Björneborg, är en finländsk danskonstnär och koreograf. 
Saarinen utbildades vid Finlands nationaloperas balettskola 1982–1986 och har dessutom studerat nepalesiska danser i Katmandu 1992 och butoh för Kazuo Ohno i Japan 1992–1993. Han var dansare vid Nationalbaletten 1985–1992. Han grundade sitt eget kompani Company Toothpick 1996. Ensemblen, för vilket Saarinen är konstnärlig ledare och koreograf döptes 2002 om till Tero Saarinen Company. 
Saarinen är sedan slutet av 1990-talet en av de internationellt mest kända finska danskonstnärerna. Vid sidan av verk för sin egen grupp har han gjort beställningsverk bland annat för israeliska Batsheva Dance Company, portugisiska Ballet Gulbenkian och svenska Göteborgsoperans balett. Hans eget kompani turnerar i många länder och har samproducerat verk som uruppförts bland annat i Venedig och London. Han tilldelades Pro Finlandia-medaljen 2005.